# Муленга, Мукука
Мукука Муленга (англ. Mukuka Mulenga; 6 июля 1993, Китве, Замбия) — замбийский футболист, полузащитник клуба «Мамелоди Сандаунз» и сборной Замбии.

## Карьера

### Клубная карьера
Мукука начал заниматься футболом в Академии Китве. В 2009 году он дебютировал в чемпионате Замбии в клубе «Кабве Уорриорз». Спустя один сезон полузащитник перешёл в «Пауэр Дайнамоз», с которым в 2011 году выиграл национальное первенство. Муленга принимал участие в матчах 1/16 финала Лиги чемпионов КАФ 2012 против ТП Мазембе. Полузащитник в 2012 году был признан лучшим игроком чемпионата Замбии.
Летом 2013 года Мукука подписал контракт с южноафриканским клубом «Мамелоди Сандаунз», однако вскоре во встрече за сборную он получил травму колена и пропустил весь сезон. Перед началом сезона 2014/15 полузащитник был отдан в аренду в «Блумфонтейн Селтик». Свой первым матч в чемпионате ЮАР Муленга провёл 27 сентября против «Суперспорт Юнайтед». Летом 2015 года аренда Мукуки в «Блумфонтейн» не была продлена, и он возвратился в «Мамелоди», где не был даже включён в заявку на сезон 2015/16.

### Карьера в сборной
Мукука 14 ноября 2012 года дебютировал в составе сборной Замбии в товарищеской встрече со сборной ЮАР.
9 января 2013 года Муленга был включён в заявку замбийцев на Кубок африканских наций 2013. В ЮАР Мукука принял участие во всех трёх играх своей команды на групповом этапе.
Летом 2013 года в составе сборной Замбии стал победителем Кубка КОСАФА и принимал участие в финальной встрече со сборной Зимбабве.
В 2014 году встрече со сборной Судана полузащитник отметился первым забитым мячом в составе национальной команды.
24 декабря 2014 года замбиец был включён в предварительный состав сборной для участия в Кубке африканских наций 2015. 7 января 2015 года Муленга попал в окончательную заявку на турнир. В Экваториальной Гвинее полузащитник принял участие принял участие во всех трёх матчах группового этапа, после окончания которого его команда покинула турнир.

## Достижения
Пауэр Дайнамоз
- Чемпион Замбии (1): 2011

 Сборная Замбии
- Победитель Кубка КОСАФА (1): 2013